# Papirusy z Herkulanum

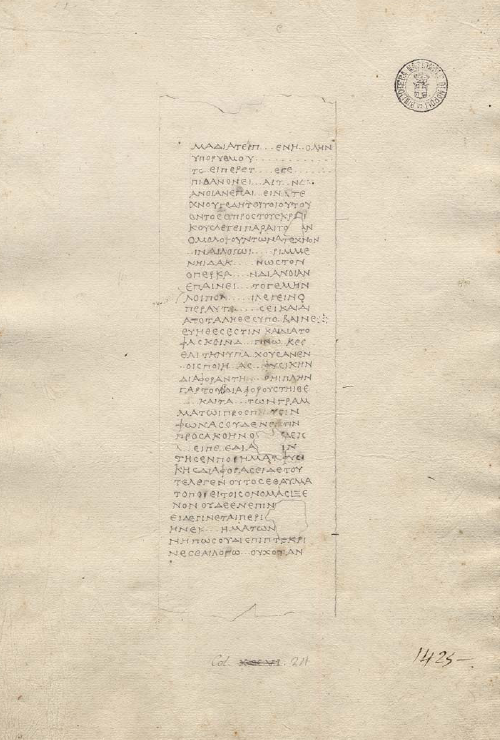
P. Herculaneum 1425 (De poem), rozwinięty przez Giuseppe Casanovę, ok. 1807

Papirusy z Herkulanum – ponad 1800 papirusowych zwojów znalezionych w Herkulanum w XVIII wieku, zwęglonych w wyniku erupcji Wezuwiusza w 79 roku. Wśród papirusów nie było ani jednego kodeksu. Od czasu odkrycia próbowano wielu metod rozwinięcia papirusów, niszcząc przy okazji wiele zwojów. Niektóre są zwęglone do tego stopnia, że ludzkie oko nie jest w stanie zauważyć nawet śladów tekstu. Skuteczna metoda została zastosowana dopiero w 1999 roku.
Papirusy na ogół zawierają greckie teksty filozoficzne, wszystkie pochodzą z prywatnej kolekcji Filodemosa z Gadary, epikurejczyka. Filodemos został zidentyfikowany jako autor 44 zwojów. Zachowała się znaczna część głównego dzieła Epikura O Naturze (księgi XIV, XV, XXV, XXVIII). Również dzieła wczesnych epikurejczyków znajdują się wśród papirusów z Herkulanum.

## Odkrycie papirusów i próby odczytu
Odkrycie papirusów w Herkulanum miało przełomowe znaczenie dla świata nauki przede wszystkim dlatego, że do połowy XVIII wieku zaledwie trzy papirusy były znane i wszystkie pochodziły ze średniowiecza. Starożytne zwoje, które były częścią biblioteki z greckimi i łacińskimi tekstami, nie mogły przetrwać do czasów nowożytnych w klimacie śródziemnomorskim, jak było to możliwe w Egipcie.
Odkrycia dokonano w latach 1752–1754 w Willi Papirusów, przez pracowników rodziny Burbońskiej. Wiele zwojów zostało zniszczonych przez pracowników, wystarczyło jedno nieostrożne dotknięcie i zwoje rozsypywały się w pył. Dlatego liczba zwojów, jaką zawierała oryginalna biblioteka Filodemosa, jest nieznana. W 1855 roku liczba odkrytych zwojów wynosiła 1756, w połowie XX oficjalna lista obejmowała 1814 zwojów i fragmentów. Obecnie liczba ta wynosi 1826. Diringer w połowie XX wieku oceniał, że ponad 340 zwojów zachowało się w niemal nienaruszonym stanie, około 970 uległo częściowym uszkodzeniom, ponad 500 zachowało się we fragmentach.
Camillo Paderini rozcinał zwoje na arkusze, rozkładał je, a po przerysowaniu znaków z powierzchni zdrapywał ją by uzyskać dostęp do następnej. Tę także niszczył po skopiowaniu zawartości, aż docierał do ostatniego arkusza i tylko ten ocalał do naszych czasów. W ten sposób odczytał 142 papirusy w ciągu jednego roku. Metoda ta została poniechana. Antonio Piaggio, włoski mnich, skonstruował specjalną maszynę do rozwijania zwojów. Dzięki niej zwoje zostały rozwinięte, a papirusy ocalały. Jedyną wadą tej metody był długi czas rozwijania, w ciągu siedmiu lat udało się rozwinąć tylko pięć, m.in. czwartą księgę Filodemosa O muzyce. Metoda ta nie była doskonała ale, z braku innych metod, była stosowana od 1754 aż po 1876 rok. Wysiłek rozwinięcia zwojów podjęli Humphry Davy w 1818 roku, oraz F. C. Sickler w latach 1817–1819. Od 1802 do 1806 John Hayter rozwinął i częściowo odczytał około 200 papirusów.
W połowie XX wieku było już 585 zwojów lub fragmentów całkowicie rozwiniętych, oraz 209 częściowo rozwiniętych. Wśród rozwiniętych zwojów, tylko 200 zostało odczytanych i opublikowanych, a około 150 jedynie odczytanych.
W 1999 roku zastosowano metodę multispektralną (MSI) dla sfotografowania papirusów. Zwoje były prześwietlane promieniami X, w podczerwieni oraz w ultrafiolecie i fotografowane warstwowo. W projekcie uczestniczyła międzynarodowa grupa ekspertów oraz prominentnych uczonych. W rezultacie ich wysiłków do 4 czerwca 2011 roku zdigitalizowano 1600 papirusów z Herkulanum.
Większość rękopisów przechowywana jest w Biblioteca Nazionale Vittorio Emanuele III w Neapolu. W 1806 roku sześć zwojów zostało podarowanych Napoleonowi. W 1810 roku 18 rozwiniętych zwojów zostało podarowanych Jerzemu IV, z których cztery Jerzy IV przekazał do Bodleian Library; pozostałe zwoje znajdują się dziś głównie w British Library.